# 高知市立横浜新町小学校
高知市立横浜新町小学校（こうちしりつ よこはましんまちしょうがっこう）は、高知県高知市横浜新町五丁目にある市立小学校。

## 概要
児童数が1000人を超えマンモス校となりつつあった高知市立横浜小学校から分離させる形で1991年に開校。高知県内の学校の中では比較的新しい学校である。1999年には全校児童数が700名を超える高知市内でも有数の規模を誇っていたが次第に児童数は減少、2017年度時点での児童数は約530人、教職員数は31人。
「われら地球っ子」を教育方針（学校教育目標）として掲げている。

## 沿革
出典
- 1990年（平成2年）3月 - 校舎・屋内運動場及びプール工事の発注、建築工事起工式、校舎新築工事に着手、屋内運動場の工事に着手、仮称横浜第二小開校準備協議会発足、校名募集、校名決定報告・変更申請提出、プ－ルの工事に着手、学校名正式決定(高知市条例)、校章デザイン募集・校歌作詞完成、校章デザイン完成。
- 1991年（平成3年）
  - 1月 - 校歌作曲完成（作詞:清水峯雄、作曲:瀬戸口重利）[3]、校舎、屋内運動場、プ－ル竣工。
  - 4月1日 - 横浜小学校より分離、開校（教職員配置）。
  - 4月8日 - 開校式と最初の始業式及び第1回入学式挙行。
  - 4月27日 - PTA設立総会開催。
  - 5月1日 - 開校時点の児童数523名、学級数17（内障害児学級1）。
- 1994年（平成6年）7月26日 - 校舎増築（3教室増築）。
- 1995年（平成7年）
  - 3月6日 - 南舎南側に花壇設置。
  - 7月24日 - ラオスに児童を派遣（児童7、引率教員2、保護者1名参加）。
- 1996年（平成8年）2月5日 - ラオスより約20名の教員を迎える（総勢約35名）。
- 1998年（平成10年）1月12日 - 遊具・鉄棒増設。
- 1999年（平成11年）
  - 6月 - 「まごころふれあい便」（4学年児童による校区内全戸配布）始まる。
  - 11月2日 - 中国蕪湖市緑影小学校と友好校締結。
- 2000年（平成12年）10月5日 - 高知市蕪湖市教育交流訪問団として児童を派遣（児童2、引率教員1参加）。
- 2002年（平成14年）12月6日 - 中国より教育訪問団25名来校。
- 2003年（平成15年）3月25日 - 放課後児童クラブ校舎が完成し、落成祝賀会開催。
- 2004年（平成16年）5月27日 - 図書システム導入。
- 2005年（平成17年）6月 - 「横浜新町小学校安全パトロール」組織設立。
- 2006年（平成18年）2月 - 校区安全マップ作成。
- 2008年（平成20年）
  - 6月1日 - もえぎ児童クラブの分室設置。
  - 12月3日 - 第1回「横浜新町安全パトロールの日」実施。
- 2010年（平成22年）6月1日 - 放課後学習室開設。
- 2011年（平成23年）
  - 同年度 - 学校給食調理業務の民間委託開始。
  - 10月30日 - 開校20周年記念式典挙行。
- 2012年（平成24年） - 職員玄関前花壇を造園。
- 2013年（平成25年）8月8日 - 北見市教育交流訪問団来校交流会実施。
- 2014年（平成26年）
  - 10月 - 北見市教育交流訪問として校長・児童代表が北見市を訪問。
  - 11月 - 運動場南側及び遊具付近の樹木を伐採し、環境整備を行う。
- 2015年（平成27年）
  - 時期不明 - PTAより運動場改修工事嘆願書を高知市教育長に提出。運動場改修工事計画始まる。
  - 5月 - 安全面から運動場コースロープを撤去し、マーカーに変更。

- 2025年(令和7年)
  - 3月 - 本校勤務の女性教員が高知県教育委員会によって行政処分を受けた(詳細については下記参照のこと)。

## 事件
2025年3月17日、高知県教育委員会は本校勤務の女性教諭がキャバクラで副業していたとして停職3か月の懲戒処分を下した。教諭は2024年9月から2025年2月まで計71日間働き約100万円の収入を得ていたという。事件は同年2月、匿名の電話が学校にあったことから発覚した。教諭は3月17日付で依願退職している。本校は教育方針の「目指す学校像」として「勤めたい学校・子供の成長をともに願い、職員同士が高め合える学校」を目標として掲げていた。

## 通学区域
横浜（一部）、長浜（一部）、横浜新町1 - 5丁目、横浜南町8番（一部）・10番（一部）・11～21番、長浜蒔絵台1 - 2丁目

## 周辺施設
- 高知市立横浜中学校（進学先中学校）[8]
- A★MAX横浜店
- 依岡内科
- くぼ歯科
- 四国銀行 桂浜通支店 横浜ニュータウン出張所
- 高知銀行 横浜ニュータウン支店